# Beilschmiedia thollonii
Beilschmiedia thollonii är en lagerväxtart som beskrevs av Robyns & Wilczek. Beilschmiedia thollonii ingår i släktet Beilschmiedia och familjen lagerväxter. Inga underarter finns listade i Catalogue of Life.